# هربرت نیلر
هربرت نیلر (استونیایی: Herbert Niiler; ۲۷ آوریل ۱۹۰۵ – ۱۳ آوریل ۱۹۸۲) بازیکن بسکتبال اهل استونی بود.